# Grasleitenpasshütte
Grasleitenpasshütte (italsky Rifugio Passo Principe) je horská chata na hranici mezi italskými provinciemi Jižní Tyrolsko a Trentino v Trentino-Alto Adige, v horské skupině Rosengarten, na hranici přírodního parku Schlern-Rosengarten (světové dědictví Dolomity). Chata se nachází v nadmořské výšce 2601 m na stejnojmenném průsmyku oddělujícícm Rosengartenspitze a Kesselkogel (nejvyšší vrcholek skupiny Rosengarten).
Nedaleko od chaty se nalézají další turistické chaty – Grasleitenhütte, Tierser-Alpl-Hütte a Vajolethütte (Vigo di Fassa).

## Historie
Grasleitenpasshütte byla postavena Franzem Koflerem v roce 1952. V roce 2005 ji koupili Sergio a Daniele Rosi. Noví majitelé v letech 2006 – 2007 původní padesát let starou dřevěnou konstrukci chaty zbourali a na stejném místě postavili novou chatu. 

## Otevírací doba
Grasleitenpasshütte je otevřená v zimě o víkendech v březnu a dubnu, kdy je lavinové nebezpečí nízké nebo střední. V letních měsících je otevřena od konce května do konce října, když sníh neblokuje přístupové cesty.